# Joëlle Wintrebert

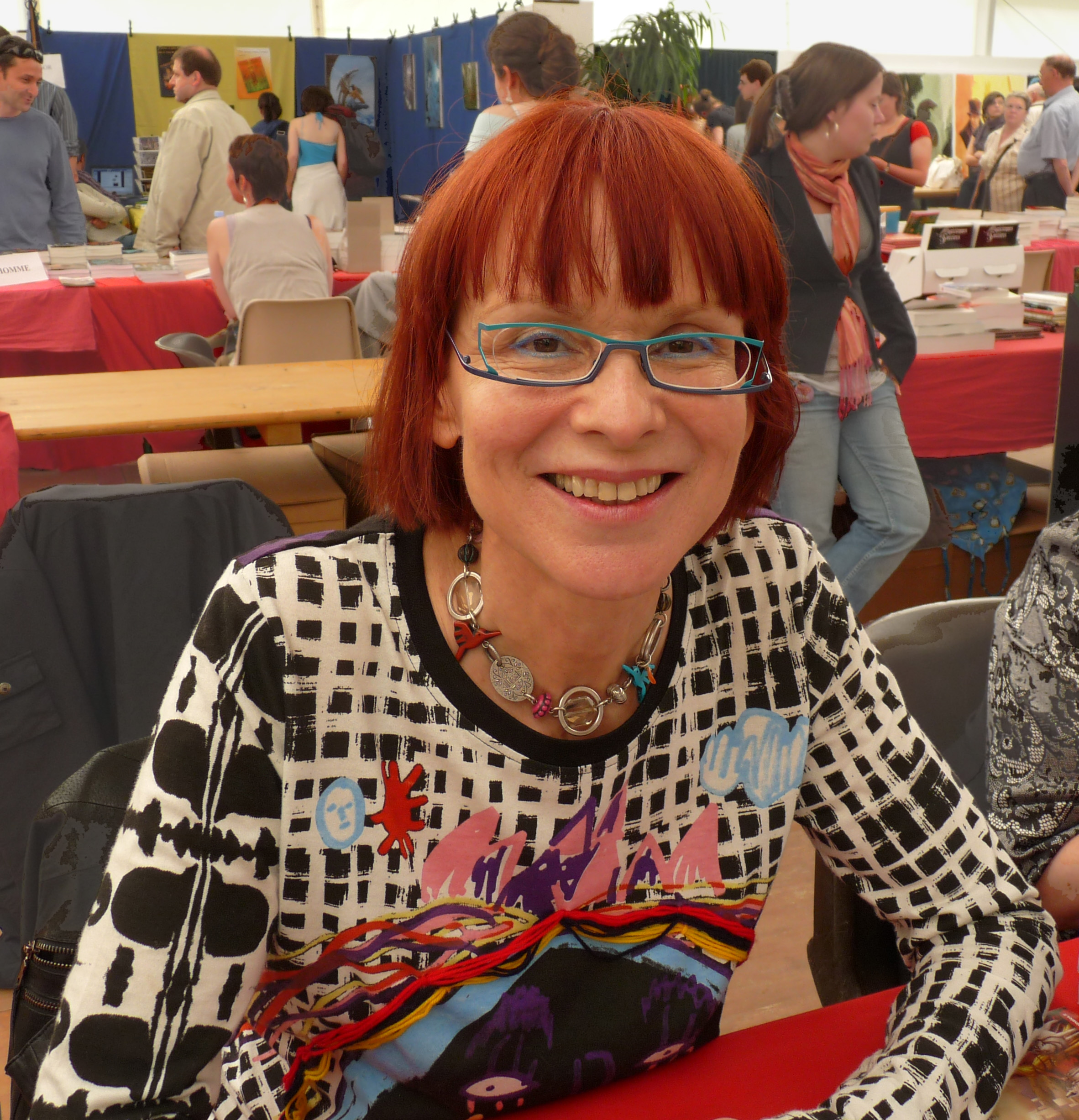
Joëlle Wintrebert (2010)

Joëlle Wintrebert (geboren am 29. September 1949 in Toulon, Département Var) ist eine französische Schriftstellerin. Sie ist bekannt als Autorin von Science-Fiction, Fantasy und Phantastik, aber auch von Kriminal- und historischen Romanen. Sie gewann dreimal den renommierten Science-Fiction-Preis Prix Rosny aîné und wurde 2017 für ihr Lebenswerk mit dem Prix Cyrano ausgezeichnet.

## Leben
Wintrebert studierte Film und Literatur an der Universität Paris VIII, wo sie jeweils mit dem Diplom 1971 (Licence de Cinéma) bzw. 1972 (Licence de Lettres) abschloss. 1975 war sie leitende Redakteurin der Zeitschrift Horizons du Fantastique. Von 1975 bis 1981 arbeitete sie journalistisch für verschiedene Zeitschriften, darunter Fiction, L’Inconnu, für die französischen Ausgaben von Creepy und Vampirella, für L’Écho des Savanes, Le Photographe und Lumière. Von 1983 bis 1997 schrieb sie eine SF-Rubrik für das Comic-Magazin (à suivre).
Ab 1975 veröffentlichte Wintrebert erste SF-Erzählungen, zunächst in der Zeitschrift Argon. Mt der Erzählung La Créode gewann sie 1980 erstmals den Prix Rosny aîné. 1980 erschien ihr Erstlingsroman Les Olympiades truquées, der ebenfalls mit dem Prix Rosny aîné ausgezeichnet wurde. Der Roman beschreibt eine Welt, in der Klonen von Menschen alltäglich und Doping für Sportler obligatorisch ist. Hier kreuzen sich die Wege der Ausnahmeschwimmerin Sphyrène und von Maël, die langsam begreift, dass sie der Klon ihrer toten Mutter ist. Ihr Roman Bébé-miroir (1988) greift das Sujet erneut auf.

## Auszeichnungen
- 1980 Prix Rosny aîné für die Erzählung La Créode
- 1988 Prix Rosny aîné für den Roman Les Olympiades truquées
- 1989 Grand Prix de l’Imaginaire für den Roman Le Créateur chimérique
- 2003 Prix Rosny aîné für den Roman Pollen
- 2010 Prix Bob Morane für die Erzählung La Déesse noire et le diable blond
- 2017 Prix Cyrano

## Bibliografie
Romane
- Les Olympiades truquées (1980, SF)
- Les Maîtres-feu (1982, SF)
- Chromoville (1983, SF)
- Les Gladiateurs de Thulé (1983, SF)
- Bébé-miroir (1988, SF)
- Le Créateur chimérique (1988, SF)
- Comme un feu de sarments (1990, auch als Le vin de la colère, historischer Roman)
- Les Diables blancs (1993, historischer Roman)
- La Colonie perdue (1998, historischer Roman)
- Lentement s’empoisonnent (1999, Thriller)
- Pollen (2002, SF)
- Le Canari fantôme (2005, Phantastik)
- Les Amazones de Bohême (2006, historischer Roman)
- La Chambre de sable (2008)

Jugendliteratur
- Nunatak (1983)
- Kidnapping en télétrans (1984, illustriert von Yves Chaland)
- La Fille de Terre Deux (1987, illustriert von Sylvain Savoia)
- L’Océanide (1992)
- Les Ouraniens de Brume (1996, illustriert von Bruno Pilorget)
- Le Roi des limaces (1999, illustriert von Pierre Fouillet)
- Un Prince pour Ioan (2003, illustriert von François Bouët)

Sammlungen
- Hurlegriffe (1996)
- La Créode et autres récits (2009)

Erzählungen und Kurzgeschichten
- Comment en finir avec sa conscience (1975)
- La Main (1975)
- Optimum avec Optima (1977)
- Qui sème le temps récolte la tempête (1977)
- Il ne faut pas jouer avec les enfants (1978)
- Le Plaisir de la marche (1978)
- La Créode (1979)
- Le Nirvâna des accalmeurs (1979)
- Le Verbiage du Verbic ou Vingt-quatre heures de la vie d’un chercheur (1979)
  - Deutsch: Der Wirrwarr des Verbik oder Vierundzwanzig Stunden im Leben eines Forschers. In: Jörg Weigand (Hrsg.): Sterbegenehmigung. Moewig (Playboy Science Fiction #6737), 1984, ISBN 3-8118-6737-7.
- Et après ? (1980)
- Sans appel (1980)
  - Deutsch: In letzter Instanz. In: Wolfgang Jeschke (Hrsg.): Die Menagerie von Babel. Heyne Science Fiction & Fantasy #4920, 1992, ISBN 3-453-05842-9.
- Tristes tropismes (1980)
- Métro Boulot Psycho (1981)
- Hétéros et Thanatos (1982)
- Gribouille, arrête de secouer la maison ! (1983)
- Hurlegriffe (1983)
- Science-fiction – Quelques définitions (1983, mit Henri Lehalle)
- Fontaraigne (1984)
- Kidnapping en télétrans (1984)
- Le Miroir magique (1984)
- E.T. rue Pharaon (1986)
- Le Fruit de mes entrailles (1986)
- Transfusion (1988)
- Victoire (1992)
- Alien bise (1994)
- L’Oeil rouge du coutelier (1995)
- Les Esthètes (1996)
- La Bataille du dictionnaire (1998)
- La Fiancée du Roi (1998)
- Le Ciboire (1998)
- Phéromones (1998)
- Imago (1999)
- La Fille Lune (1999)
- Renaissance (1999)
- Avatar (2000)
- L’Oasis (2000)
- La Femme est l’avenir de l’homme (2000)
- La Journée de la guerre (2000)
- La Voix du sang (2000)
- La Proie (2001)
- Pur esprit (2001)
- Arthro (2005)
- Cendres (2005)
- Invasive Évasion (2005)
- Hydra (2006)
- Slam party débusquée par la brigade anti-criminalité (2007)
- Camélions (2009)
- La Déesse noire et le diable blond (2009)
- Larme de laine (2009)
- L’Enfant du lignage (2012)
- Le Don des chimères (2014)
- Satanées visites (2015)
- Couvées de filles (2019)

Sonstiges
- Il est des rivages languides… (1975, Gedichte)
- Amazones (1996, mit Zeichnungen von Caza)
- Le Languedoc Roussillon (1997, Gedichte und Photos)
- Voyage en Domitienne (1999, Theaterstück)
- L’Amie-nuit (2010, mit Henri Lehalle, Texte und Photos)
- G.A.L.A.X.I.E.S. (2017, Gedichte)

Anthologien (als Herausgeber)
- Univers 1983 (1983)
- Univers 1984 (1984)
- Univers 1985 (1985)
- Petite anthologie du fantastique (1997)
- Petite anthologie de la science-fiction (2001)